# هیتر آرست
هیتر آرست (به انگلیسی: Heather Arseth) (زادهٔ ۹ اوت ۱۹۹۳) شناگر اهل موریس است.